# Семья шпиона
«Spy × Family: Семья шпиона» (яп. スパイファミリー Супай фамири:, стилизованное название: SPY×FAMILY) — манга, написанная и проиллюстрированная Тацуей Эндо. Сюжет манги рассказывает о шпионе, для выполнения миссии обзаведшемся семьёй и не подозревающем о том, что удочерённая им девочка и женщина, состоящая с ним в фиктивном браке, являются телепатом и наёмной убийцей соответственно. Выпускается раз в две недели в сервисе цифровой манги Shonen Jump+ издательства Shueisha с марта 2019 года и по состоянию на март 2025 года издана в пятнадцати томах-танкобонах.
Студиями Wit Studio и CloverWorks манга адаптирована в формат аниме-сериала, премьера которого состоялась в апреле 2022 года на TV Tokyo и других телеканалах. Вторая часть сериала транслировалась с октября по декабрь 2022 года. Второй сезон транслировался с октября по декабрь 2023 года. Также в декабре 2023 года состоялась премьера полнометражного анимационного фильма под названием «Семья шпиона: Код „белый“». В июне 2024 года был анонсирован третий сезон, премьера которого запланирована на октябрь 2025 года.

## Сюжет
Чтобы сохранить состояние мира между двумя соперничающими странами, Весталисом и Останией, агенту Весталиса под кодовым именем «Сумрак» поручено шпионить за Донованом Десмондом, лидером Партии национального единства в Остании. Однако из-за замкнутости Десмонда единственный способ сблизиться с ним — это устроить ребёнка в ту же частную школу, в которой учатся сыновья Десмонда, и сыграть роль родителя.
Для достижения этой цели и для создания образа счастливой семьи Сумрак под псевдонимом Лойд Форджер удочеряет девочку-сироту по имени Аня и сочетается браком с Йор Брайер. Однако он не подозревает о том, что Аня обладает способностью читать мысли, а Йор на самом деле профессиональная наёмная убийца. Ни Лойд, ни Йор не знают об истинной личности друг друга, а также о том, что Аня знает их настоящие профессии. Позднее семья забирает к себе собаку со способностью к предвидению, которой они дали кличку «Бонд». Несмотря на эти три неизвестных Сумраку фактора и его периодические потери благоразумия в связи с многолетней работой шпионом, для выполнения своей миссии он должен научиться играть роль идеального отца и мужа.

## Персонажи

### Семья Форджеров
Сумрак (яп. 黄昏 Тасогарэ) / Лойд Форджер (яп. ロイド・フォージャー Ройдо Фо:дзя:) — шпион из Весталиса, обладающий экстраординарными боевыми навыками и способностями к запоминанию и обработке информации. Он использует разные личности и имена для каждой миссии, но обычно известен под своим кодовым именем «Сумрак». Для выполнения одного из этапов его текущей миссии, операции «Неясыть», требуется устроить ребёнка в престижную школу «Эдем», для собеседования в которой необходимо «присутствие обоих родителей». Поэтому он обзаводится фиктивной семьёй, удочерив Аню и женившись на Йор. Он умеет готовить и убирать. Под именем «Лойд Форджер» он работает на должности психиатра в Берлинтской больнице общего профиля. Сирота войны, он стал шпионом, чтобы создать «мир, в котором дети не плачут».
Сэйю: Такуя Эгути
Спящая красавица/Шиповник (яп. いばら姫 Ибара Химэ) / Йор Форджер (яп. ヨル・フォージャー Ёру Фо:дзя:) — профессиональная наёмная убийца; работает под прикрытием сотрудницы мэрии Берлинта. Девичья фамилия Йор до заключения брака с Лойдом — Брайер (яп. ブライア Бурайа). Ей 27 лет. Она соглашается на фиктивный брак из страха ареста как подозрительная незамужняя женщина, не зная истинного прошлого Лойда, и считает, что Аня — его дочь от предыдущего брака. Будучи наёмной убийцей, Йор хороша в уборке, но не в других домашних делах, особенно в приготовлении пищи, поэтому большая часть работы на кухне падает на плечи Сумрака. В целом она не имеет никакого опыта в любви и постоянно чувствует себя неловко. У Йор есть младший брат по имени Юрий, который работает государственным служащим и слишком к ней привязан.
Сэйю: Саори Хаями
Аня Форджер (яп. アーニャ・フォージャー А:ня Фо:дзя:) — девочка, умеющая читать мысли других людей; является единственной, кто знает общее положение дел своей семьи. На вид ей около 4 или 5 лет, но она утверждает, что ей 6 лет, поскольку Лойду в рамках своей миссии нужно было усыновить шестилетнего ребёнка. С раннего детства на ней ставили эксперименты, учёные дали ей кодовое имя «Субъект 007» (яп. 被検体007 Хи кэнтай 007); она сбежала, поскольку была разочарована жизнью, в которой не могла вести себя как ребёнок. После побега она назвала себя Аней. В силу своих способностей Аня плохо себя чувствует в окружении множества людей. Кроме того, поскольку Аня не получила должного образования, она плохо учится и компенсирует это тем, что читает мысли других людей в поисках ответов. Однако похоже, что она не может использовать свои телепатические способности во время новолуния. Ей нравится мультсериал про шпиона, и она думает, что всё связанное с «секретами» и «миссиями» захватывающее.
Сэйю: Ацуми Танэдзаки
Бонд Форджер (яп. ボンド・フォージャー Бондо Фо:дзя:) — домашний любимец Форджеров породы пиренейская горная собака. До принятия в семью Бонд был подопытной собакой проекта «Яблоко» под кодовым именем «Субъект 8» (яп. 8号 8 хао, букв. «Номер 8»). Он обладает способностью заглядывать в будущее, о которой знает и использует, посредством телепатии, только Аня. Бонд встречает Аню и семью Форджеров после террористической атаки с использованием бомб. Бонд боится стряпни Йор (поскольку его предвидение однажды показало ему, что она может убить его) и делает всё возможное, чтобы избежать её. Он был назван в честь любимого мультипликационного героя Ани — Бондмана.

### Школа «Эдем»
Школа «Эдем» (яп. イーデン校 И:дэн ко:) — весьма престижная частная школа, расположенная в Берлинте, Остания. Приём новых учеников является жёстким процессом, и после зачисления ученики за выдающиеся академические или социальные достижения могут быть удостоены «Стеллой» (яп. 星 Сутэра, букв. «звезда»), но также могут быть наказаны за проступки или проваленные тесты «Тонитом» (яп. 雷 Тонито, букв. «гром»). Ученик, получивший восемь «Стелл», становится членом элитной группы под названием «Императорские школьники» (яп. 皇帝の学徒 Импэриару сукара:), а те, кто наказан восемью «Тонитами», автоматически исключаются.
Дэмиен Десмонд (яп. ダミアン・デズモンド Дамиан Дэдзумондо) — наглый одноклассник Ани. Его отец, Донован Десмонд, обладает огромным авторитетом и является основной целью операции «Неясыть». Дэмиен старается добиться внимания и одобрения отца. Обычно он агрессивен по отношению к Ане, не понимая, что влюблен в неё. У него есть преуспевающий старший брат по имени Деметриус Десмонд (яп. ディミトリアス・デズモンド Димиториасу Дэдзумондо) и собака по кличке Макс. Он делит комнату в школьном общежитии со своими двумя близкими друзьями Эмилем и Юэном.
Сэйю: Нацуми Фудзивара
Бекки Блэкбелл (яп. ベッキー・ブラックベル Бэкки: Бураккубэру) — лучшая школьная подруга Ани. Её отец — крупный военный промышленник. После ссоры Ани с Дэмиеном в первый же учебный день она становится её подругой и заботится о ней, хотя все остальные одноклассники избегают их обеих. Влюблена в Сумрака.
Сэйю: Эмири Като
Эмиль Эльман (яп. エミール・エルマン Эми:ру Эруман) — один из друзей Дэмиена. Всегда ходит вместе с Дэмиеном и Юэном, с которыми делит комнату в школьном общежитии. Он, наряду с Юэном, поначалу казался подчиненным Дэмиена, поскольку они были верны ему. Позже они начали относиться друг к другу как к равным и оставались вместе, несмотря на трудности обучения в школе. Он и Юэн не знают о чувствах Дэмиена к Ане и всё ещё дразнят её каждый раз, когда сталкиваются с ней.
Сэйю: Хана Сато
Юэн Эджбург (яп. ユーイン・エッジバーグ Ю:ин Эддзиба:гу) — один из друзей Дэмиена. Как и Эмиль, Юэн всегда ходит вместе с Дэмиеном и живёт с ними в одной комнате в школьном общежитии.
Сэйю: Харука Окамура
Генри Хендерсон (яп. ヘンリー・ヘンダーソン Хэнри: Хэнда:сон) — 65-летний учитель истории в школе «Эдем», классный руководитель Ани. Он наблюдает за Форджерами после её поступления. Превозносит элегантность.
Сэйю: Кадзухиро Ямадзи

### WISE
Спецслужба Весталиса по делам востока (WISE) (яп. 西国情報局対東課 Вэсутарису дзё:хо:кёку тайхигасика) — вестальское шпионское агентство, в котором работает Сумрак. Выполняет задачу по поддержанию мира между Весталисом и Останией путём срыва любыми способами планов тех, кто угрожает Весталису.
Сильвия Шервуд (яп. シルヴィア・シャーウッド Сирувиа Ся:уддо) — куратор Сумрака и его контакт в вестальском шпионском агентстве, выдающая ему большинство миссий и наблюдающая за операцией «Неясыть». Работает под прикрытием в должности атташе и секретаря в посольстве. Агенты называют её «Стальная леди» из-за её исключительных способностей и личности. Когда-то у неё была маленькая дочь, но неизвестно, что с ней случилось.
Сэйю: Юко Кайда
Сумерки (яп. 夜帷 Тобари) / Фиона Фрост (яп. フィオナ・フロスト Фиона Фуросуто) — агент разведки. Коллега Сумрака как в шпионских миссиях, так и в Берлинтской больнице общего профиля, где она работает под прикрытием в должности клерка. Хотя обычно Фиона не проявляет эмоций, она испытывает сильные чувства к Сумраку и думает, что Йор его не заслуживает. Только Аня знает её истинный характер и относится к ней настороженно.
Сэйю: Аянэ Сакура

### Персонажи второго плана
Фрэнки Франклин (яп. フランキー・フランクリン Фуранки: Фуранкурин) — информатор WISE, предоставляющий Сумраку информацию и часто работающий няней Ани. Днём работает в табачном магазине. Он не теряет надежды в погоне за романтическими отношениями.
Сэйю: Хироюки Ёсино
Юрий Брайер (яп. ユーリ・ブライア Ю:ри Бурайа) — 20-летний младший брат Йор. Якобы чиновник Министерства иностранных дел, что на самом деле является прикрытием его настоящей должности — лейтенанта Службы государственной безопасности; ему поручено выслеживать Сумрака и другие мятежные, террористические и зарубежные разведывательные группы. Он слишком привязан к своей сестре, выступая против брака Йор и Лойда, не зная ни настоящей работы Йор, ни истинной личности Лойда. И Лойд, и Аня знают о его настоящей деятельности в качестве сотрудника секретной полиции, в то время как Йор остаётся в неведении.
Сэйю: Кэнсё Оно
Лавочник (яп. 店長 Тэнтё:) — лидер организации «Сад», группы наёмных убийц, в которой в настоящее время работает Йор. Лавочник связывается с Йор и предоставляет ей фотографии и информацию о возможностях и защите целей. Целями обычно считаются предатели народа Остании или те, кто стремится нарушить нынешний мир.
Сэйю: Дзюнъити Сувабэ
Донован Десмонд (яп. ドノバン・デズモンド Донобан Дэдзумондо) — президент Партии национального единства Остании и главная цель операции «Неясыть». Отец Деметриуса и Дэмиена. Он редко появляется на публике и всегда остаётся в тени собственных операций. Встретить его можно лишь раз в учебный триместр на вечеринке, проводимой для «Императорских школьников», среди которых находится его старший сын Деметриус. Он делает упор на достижения и эмоционально пренебрегает своими детьми.
Сэйю: Такая Хаси

### Другие
Камилла (яп. カミラ Камира) — одна из трёх сотрудниц, работающая вместе с Йор в мэрии. Подруга Доминика. Поначалу лицемерная, но по ходу истории она постепенно становится ближе к Йор, вплоть до того, что учит её готовить.
Сэйю: Умэка Сёдзи
Милли (яп. ミリー Мири:) — вторая из трёх сотрудниц, работающая вместе с Йор в мэрии. Прямолинейная девушка и самая младшая из троих. Хотела сообщить о своем начальнике в тайную полицию из-за того, что он пялился на неё.
Сэйю: Манака Ивами
Шэрон (яп. シャロン Сярон) — третья сотрудница, работающая вместе с Йор в мэрии. Поначалу ехидная женщина, но на протяжении всей истории поддерживает Йор. Старшая из троих, она замужем и имеет ребёнка, который собирается сдавать вступительный экзамен в школу «Эдем».
Сэйю: Мирэй Кумагай
Доминик (яп. ドミニック Доминикку) — ухажёр Камиллы и сослуживец Юрия в Министерстве иностранных дел. Он не знает о настоящей работе Юрия и очень поддерживает Йор в её устремлениях.
Сэйю: Сёхэй Кадзикава

## История создания
Тацуя Эндо и его редактор Сихэй Лин знакомы друг с другом более десяти лет; Лин был его первым редактором в дебютной работе Эндо — Tista (2007). Когда Лин был переведён из редакционного отдела Jump Square в Shonen Jump+, Эндо с радостью последовал за ним, и они приступили к созданию новой работы. «Семья шпиона» использует элементы из трёх ваншотов Эндо, над которыми он работал для Jump Square: Rengoku no Ashe, Ishi ni Usubeni, Tetsu ni Hoshi и I Spy; по словам Лина, «Семья шпиона» была настолько хорошо воспринята редакционным отделом, что вопрос о выпуске был практически решён ещё до проведения официальной встречи.
Лин пригласил Эндо поработать ассистентом Тацуки Фудзимото над мангой «Огненный удар», чтобы набраться опыта. Поскольку у Tista и Gekka Bijin (одна из ранних работ Эндо) был мрачный тон, Лин сказал Эндо сделать «Семью шпионов» более жизнерадостной. Первоначально черновик получил рабочее название «Семья шпиона», написанное на японском языке. При выборе окончательного названия Эндо предложил более 100 вариантов, но в конечном итоге они решили использовать то же название, но на английском языке и с символом креста между словами; последнее возникло под влиянием манги Hunter × Hunter.
Редактор сказал, что он и Эндо всегда осознают линию, в которой насилие, необходимый аспект шпионской манги, игнорируется ради комедии. Дизайн Ани был вдохновлен главным героем ваншота Rengoku no Ashe. Наличие у Ани экстрасенсорного восприятия было определено на раннем этапе, и Лин назвал использование этого восприятия для создания комедийного эффекта одной из сильнейших сторон манги. Лин сказал, что у манги есть обширная аудитория читателей, не зависящая от возраста и пола. Он также назвал чистые и чёткие иллюстрации Эндо и его способность передавать эмоции частью привлекательности манги.

## Медиа

### Манга
«Семья шпиона», написанная и проиллюстрированная Тацуей Эндо, выпускается раз в две недели в сервисе цифровой манги Shonen Jump+ издательства Shueisha с 25 марта 2019 года. Всего к марту 2025 года было издано пятнадцать томов-танкобонов манги. Одновременно с Shonen Jump+ издательство выпускает главы манги на английском языке в сервисе Manga Plus.
В Северной Америке манга лицензирована Viz Media и главы на английском языке начали публиковаться на веб-сайте издательства 22 сентября 2019 года.
На русском языке манга лицензирована издательством «Истари комикс» под названием «Spy × Family: Семья шпиона», а также доступна в сервисе Manga Plus под названием «Семья шпиона».

#### Список томов
| №  | Оригинальное издание | Оригинальное издание                               | Издание на русском | Издание на русском     |
| №  | Дата публикации      | ISBN                                               | Дата публикации    | ISBN                   |
| -- | -------------------- | -------------------------------------------------- | ------------------ | ---------------------- |
| 01 | 4 июля 2019 г.       | ISBN 978-4-0888-2011-8                             | 2022 г.            | ISBN 978-5-6047-2359-3 |
| 02 | 4 октября 2019 г.    | ISBN 978-4-0888-2120-7                             | 2022 г.            | ISBN 978-5-9075-3900-6 |
| 03 | 4 января 2020 г.     | ISBN 978-4-0888-2183-2                             | 2022 г.            | ISBN 978-5-9075-3901-3 |
| 04 | 13 мая 2020 г.       | ISBN 978-4-0888-2229-7                             | 2023 г.            | ISBN 978-5-9075-3942-6 |
| 05 | 4 сентября 2020 г.   | ISBN 978-4-0888-2463-5                             | 2023 г.            | ISBN 978-5-9075-3943-3 |
| 06 | 28 декабря 2020 г.   | ISBN 978-4-0888-2545-8                             | 2023 г.            | ISBN 978-5-9075-3944-0 |
| 07 | 4 июня 2021 г.       | ISBN 978-4-0888-2669-1                             | 2023 г.            | ISBN 978-5-9075-3981-5 |
| 08 | 4 ноября 2021 г.     | ISBN 978-4-0888-2843-5 ISBN 978-4-0890-8415-1 (СИ) | 2023 г.            | ISBN 978-5-9075-3982-2 |
| 09 | 4 апреля 2022 г.     | ISBN 978-4-0888-3076-6                             | 17 августа 2023 г. | ISBN 978-5-9075-3983-9 |
| 10 | 4 октября 2022 г.    | ISBN 978-4-0888-3127-5                             | 17 августа 2023 г. | ISBN 978-5-9075-3984-6 |
| 11 | 4 апреля 2023 г.     | ISBN 978-4-0888-3313-2                             | 14 апреля 2025 г.  | ISBN 978-5-9077-7551-0 |
| 12 | 4 октября 2023 г.    | ISBN 978-4-0888-3675-1                             | 14 апреля 2025 г.  | ISBN 978-5-9077-7552-7 |
| 13 | 4 марта 2024 г.      | ISBN 978-4-0888-3839-7 ISBN 978-4-0890-8457-1 (СИ) | 14 апреля 2025 г.  | ISBN 978-5-9077-7553-4 |
| 14 | 4 сентября 2024 г.   | ISBN 978-4-0888-4154-0                             | 14 апреля 2025 г.  | ISBN 978-5-9077-7554-1 |
| 15 | 4 марта 2025 г.      | ISBN 978-4-0888-4337-7                             |                    |                        |

### Ранобэ
Ранобэ под названием Spy × Family: Kazoku no Shozo (яп. SPY×FAMILY 家族の肖像 Супай фамири:: Кадзоку но Сёдзо, букв. «Spy × Family: Семейный портрет»), содержащее четыре рассказа и семистраничный «короткий роман», было написано Аей Ядзимой и издано 2 июля 2021 года под импринтом Jump J-Books.

### Аниме
1 ноября 2021 года был открыт веб-сайт, на котором состоялся анонс адаптации манги в формате аниме-сериала, производством которого занялись студии Wit Studio и CloverWorks. Режиссёром аниме-сериала стал Кадзухиро Фурухаси, за дизайн персонажей отвечает Кадзуаки Симада, а записью музыкального сопровождения занялась группа (K)now Name. Первый сезон аниме-сериала состоит из 25 серий. Он структурно разделён на две части, премьера первой части, состоящей из 12 серий, состоялась 9 апреля 2022 года на TV Tokyo и других телеканалах. Вторая часть, состоящая из 13 серий, транслировалась с 1 октября по 24 декабря 2022 года. Открывающая музыкальная тема первой части аниме-сериала — «Mixed Nuts» (яп. ミックスナッツ Миккусу Натцу, «Смесь орехов») группы Official Hige Dandism, закрывающая — «Kigeki» (яп. 喜劇 Кигэки, «Комедия») Гэна Хосино. Открывающая музыкальная тема второй части — «Souvenir» (с англ. — «Сувенир») группы BUMP OF CHICKEN, закрывающая — «Shikisai» (яп. 色彩 Сикисай, «Раскраска») певицы Ямы. Crunchyroll лицензировала аниме-сериал за пределами Азии, а Muse Communication — в Южной и Юго-Восточной Азии.
18 декабря 2022 года на мероприятии Jump Festa был анонсирован второй сезон сериала. Вместо Фурухаси на должность сценариста второго сезона был назначен Итиро Окоти; остальная команда, работавшая над первым сезоном, осталась прежней. Второй сезон транслировался с 7 октября по 23 декабря 2023 года. Открывающая музыкальная тема второго сезона — «Kurakura» (яп. クラクラ Куракура, «Головокружение»), исполненная певицей Адо; закрывающая — «Todome no Ichigeki» (яп. トドメの一撃 Тодомэ но итигэки, «Завершающий удар»), исполненная певцом Vaundy при участии Кори Вонга.
9 июня 2024 года состоялся анонс третьего сезона сериала, премьера которого запланирована на октябрь 2025 года. Режиссёром третьего сезона стала Юкико Имаи; остальная команда, работавшая над первыми двумя сезонами, осталась прежней.

#### Список серий первого сезона
| Часть 1 |    |                                                                                             |                                   |                    |
| 01      | 01 | Операция «Неясыть» «Опэрэ:сён <Суторикусу>» (オペレーション〈梟〉)                          | Кадзухиро Фурухаси                | 9 апреля 2022 г.   |
| 02      | 02 | Найди жену «Цума-яку о какухо сэё» (妻役を確保せよ)                                         | Такахиро Харада                   | 16 апреля 2022 г.  |
| 03      | 03 | Подготовься к собеседованию «Дзюкэн тайсаку о сэё» (受験対策をせよ)                         | Такаси Катагири                   | 23 апреля 2022 г.  |
| 04      | 04 | Собеседование в элитной школе «Мэймонко: мэнсэцу сикэн» (名門校面接試験)                    | Кэнто Мацуи                       | 30 апреля 2022 г.  |
| 05      | 05 | Успех или провал? «Го:хи но юкуэ» (合否の行方)                                              | Кэндзи Такахаси                   | 7 мая 2022 г.      |
| 06      | 06 | План «Дружба» «Накаёси сакусэн» (ナカヨシ作戦)                                              | Ёсукэ Ямамото                     | 14 мая 2022 г.     |
| 07      | 07 | Второй сын цели «Та:гэтто но дзинан» (標的の次男)                                           | Кадзуки Хоригути                  | 21 мая 2022 г.     |
| 08      | 08 | Маскировка против тайной полиции «Тайхимицу кэйсацу гисо: сакусэн» (対秘密警察偽装作戦)     | Юкико Имаи                        | 28 мая 2022 г.     |
| 09      | 09 | Покажите свою любовь «Рабу рабу о мисэцукэё» (ラブラブを見せつけよ)                         | Такаси Катагири                   | 4 июня 2022 г.     |
| 10      | 10 | Операция «Вышибалы» «Доддзибо:ру дайсакусэн» (ドッジボール大作戦)                           | Кэндзи Такахаси                   | 11 июня 2022 г.    |
| 11      | 11 | «Стелла» «<Сутэра>» (〈星〉)                                                                | Тосифуми Акаи                     | 18 июня 2022 г.    |
| 12      | 12 | Пингвинарий «Пэнгин па:ку» (ペンギンパーク)                                                 | Томоя Китагава                    | 25 июня 2022 г.    |
| Часть 2 |    |                                                                                             |                                   |                    |
| 13      | 13 | Проект «Яблоко» «Пуродзэкуто <Аппуру>» (プロジェクト〈アップル〉)                           | Юсукэ Кубо                        | 1 октября 2022 г.  |
| 14      | 14 | Обезвредить бомбу! «Дзигэн бакудан о кайдзё сэё» (時限爆弾を解除せよ)                       | Такахиро Харада                   | 8 октября 2022 г.  |
| 15      | 15 | Новый член семьи «Атарасий кадзоку» (新しい家族)                                            | Кэндзи Такахаси                   | 15 октября 2022 г. |
| 16      | 16 | Рецепт от Йор «Ёрудзу киттин» (ヨル's キッチン)                                             | Харука Цудзуки                    | 22 октября 2022 г. |
| 16      | 16 | Любовная операция информатора «Дзё:хо:-я но рэнъай дайсакусэн» (情報屋の恋愛大作戦)         | Харука Цудзуки                    | 22 октября 2022 г. |
| 17      | 17 | Приступайте к операции «Грифон» «Гурихон сакусэн о кэкко: сэё» (ぐりほんさくせんを決行せよ) | Сю Хомма                          | 29 октября 2022 г. |
| 17      | 17 | Железная леди «<Фурумэтару рэди>» (〈鋼鉄の淑女〉)                                          | Сю Хомма                          | 29 октября 2022 г. |
| 17      | 17 | Омлетик с рисом «Омурайсу» (オムライス♡)                                                    | Сю Хомма                          | 29 октября 2022 г. |
| 18      | 18 | Дядя-репетитор «Катэйкё:си но одзи» (家庭教師の叔父)                                        | Рё Кодама                         | 5 ноября 2022 г.   |
| 18      | 18 | Рассвет «<Синономэ>» (〈東雲〉)                                                             | Рё Кодама                         | 5 ноября 2022 г.   |
| 19      | 19 | Месть Десмонду «Дэдзумондо э но фукусю: кэйкаку» (デズモンドへの復讐計画)                   | Хидэкадзу Хара                    | 12 ноября 2022 г.  |
| 19      | 19 | Мама обратилась ветром... «Хаха, кадзэ ни нару» (母、風になる)                              | Хидэкадзу Хара                    | 12 ноября 2022 г.  |
| 20      | 20 | Проверить больницу! «Со:го: бё:ин о тё:са сэё» (総合病院を調査せよ)                         | Юкико Имаи                        | 19 ноября 2022 г.  |
| 20      | 20 | Разгадать сложный шифр! «Нанкай на анго: о кайдоку сэё» (難解な暗号を解読せよ)              | Юкико Имаи                        | 19 ноября 2022 г.  |
| 21      | 21 | Ночная Мгла «<Тобари>» (〈夜帷〉)                                                           | Тэруюки Оминэ                     | 26 ноября 2022 г.  |
| 21      | 21 | Первая ревность «Хадзимэтэ но ситто» (はじめての嫉妬)                                       | Тэруюки Оминэ                     | 26 ноября 2022 г.  |
| 22      | 22 | Подпольный теннис «Тика тэнису тайкай» (地下テニス大会)                                     | Такахиро Харада                   | 3 декабря 2022 г.  |
| 22      | 22 | Кэмпбеллдон «Кямбэрутон» (キャンベルトン)                                                   | Такахиро Харада                   | 3 декабря 2022 г.  |
| 23      | 23 | Жизненный путь «Юругану кидо:» (揺るがぬ軌道)                                               | Кэндзи Такахаси, Кадзуки Хоригути | 10 декабря 2022 г. |
| 24      | 24 | «Мама» и «жена» «Хаха-яку то цума-яку» (母役と妻役)                                         | Ёсукэ Ямамото, Цуруми Мукояма     | 17 декабря 2022 г. |
| 24      | 24 | Друзья и покупки «Томодати то каймоно» (ともだちとかいもの)                                 | Ёсукэ Ямамото, Цуруми Мукояма     | 17 декабря 2022 г. |
| 25      | 25 | Первый контакт «Фа:суто контакуто» (接敵作戦)                                               | Тэруюки Оминэ, Дай Агэо           | 24 декабря 2022 г. |

#### Список серий второго сезона
| № общий | № в сезоне | Название                                                                                    | Режиссёр                          | Премьера в Японии  |
| ------- | ---------- | ------------------------------------------------------------------------------------------- | --------------------------------- | ------------------ |
| 26      | 01         | Проследи за мамой и папой! «Тити то хаха о бико: сэё» (ちちとははをびこうせよ)              | Кадзухиро Фурухаси, Тэруюки Оминэ | 7 октября 2023 г.  |
| 27      | 02         | Бонд и его стратегия выживания «Бондо но сэйдзон сэнряку» (ボンドの生存戦略)                | Миюки Куроки                      | 14 октября 2023 г. |
| 27      | 02         | Дэмиан в походе «Дамиан но ягай гакусю:» (ダミアンの野外学習)                               | Миюки Куроки                      | 14 октября 2023 г. |
| 28      | 03         | Задание и семья «Нимму то кадзоку» (任務と家族)                                             | Хаято Сакаи                       | 21 октября 2023 г. |
| 28      | 03         | Элегантный Бондмэн «Карэйнару Бондоман» (華麗なるボンドマン)                                | Хаято Сакаи                       | 21 октября 2023 г. |
| 28      | 03         | Детская логика / Пробуждение «Кодомо кокоро / Мэдзамаси» (子ども心／目覚まし)               | Хаято Сакаи                       | 21 октября 2023 г. |
| 29      | 04         | Сладость знаний «Тиэ но камми» (知恵の甘味)                                                 | Ёсицугу Хосокава                  | 28 октября 2023 г. |
| 29      | 04         | Любовная операция информатора II «Дзё:хо:-я но рэнъай дай сакусэн II» (情報屋の恋愛大作戦Ⅱ) | Ёсицугу Хосокава                  | 28 октября 2023 г. |
| 30      | 05         | Операция «Граница» «Эккё: сакусэн» (越境作戦)                                               | Харука Цудзуки                    | 4 ноября 2023 г.   |
| 31      | 06         | Кошмар на роскошном лайнере «Сэнрицу но го:ка кякусэн» (戦慄の豪華客船)                     | Цуёси Тобита                      | 11 ноября 2023 г.  |
| 32      | 07         | Для кого я стараюсь? «Дарэ га тамэ но нимму» (誰がための任務)                               | Сёго Оно                          | 18 ноября 2023 г.  |
| 33      | 08         | Корабельная «симфония» «Сэндзё: но синфони» (船上の交響曲)                                  | Исао Хаяси                        | 25 ноября 2023 г.  |
| 33      | 08         | Травяной чай сестры «Анэ но ха:бути:» (姉のハーブティー)                                    | Исао Хаяси                        | 25 ноября 2023 г.  |
| 34      | 09         | Рука, которая пишет будущее «Мирай о цунагу тэ» (未来を繋ぐ手)                              | Такахиро Харада, Рёта Карасава    | 2 декабря 2023 г.  |
| 35      | 10         | Сполна насладись курортом «Ридзо:то о манкицу сэё» (リゾートを満喫せよ)                     | Хаято Сакаи                       | 9 декабря 2023 г.  |
| 35      | 10         | Хвастовство «Кю:ка дзиман» (休暇自慢)                                                       | Хаято Сакаи                       | 9 декабря 2023 г.  |
| 36      | 11         | Любовь в Берлинте «Ба:ринто рабу» (バーリント・ラブ)                                        | Ёсукэ Ямамото                     | 16 декабря 2023 г. |
| 36      | 11         | Ежедневная рутина Мглы «<Тобари> но нитидзё:» (〈夜帷〉の日常)                              | Ёсукэ Ямамото                     | 16 декабря 2023 г. |
| 37      | 12         | Член семьи «Кадзоку но итиин» (家族の一員)                                                  | Юкико Имаи                        | 23 декабря 2023 г. |

#### Фильм
Полнометражный аниме-фильм был анонсирован на Jump Festa 18 декабря 2022 года. В конце марта 2023 года стали известны название и дата премьеры фильма. Фильм получил название Spy × Family — Code: White (в переводе с англ. — «Семья шпиона: Код „белый“»), его премьера состоялась 22 декабря 2023 года. Он создавался на основе оригинального сценария, написанного Тацуей Эндо, который также курировал производство фильма и предоставил оригинальные дизайны персонажей. Режиссёром фильма стал Такаси Катагири, а сценаристом — Итиро Окоти. Заглавная тематическая песня фильма — «Soulsoup», исполненная группой Official Hige Dandism; завершающая — «Hikari no Ato» (яп. 光の跡 Хикари но ато, «Отпечаток света»), исполненная Гэном Хосино..
По данным на 2 февраля 2024 года фильм собрал в японском кинопрокате 5,58 миллиардов иен (примерно 38,1 миллиона долларов США). К 19 февраля 2024 года кассовые сборы фильма составили 6 миллиардов иен (примерно 40,01 миллиона долларов США).

### Мюзикл
1 мая 2022 года было объявлено о начале производства адаптации манги в формат мюзикла под названием Musical Spy × Family (яп. ミュージカル　スパイファミリー Мю:дзикару Супай фамири:). Премьера мюзикла состоялась в Императорском театре Токио в марте 2023 года, а тур по всей стране проходил в апреле и мае этого же года.
30 сентября 2022 года было объявлено о том, что премьера мюзикла состоится 8 марта 2023 года; Уин Морисаки и Хироки Судзуки сыграют роль Лойда Форджера, а Фука Юдзуки и Мирэй Сасаки — роль Йор Форджер. Исполнители роли Ани были выбраны посредством прослушивания. Роли также исполнили: Куруму Окамия и Цубаса Такидзава (в роли Юрия Брайера), Кэнто Киноути (Фрэнки Франклин), Манато Асака (Сильвия Шервуд), Сома Судзуки (Генри Хендерсон) и Нонока Ямагути (Фиона Фрост). Режиссёром, сценаристом и автором песен стал G2, а композитором, аранжировщиком и музыкальным режиссёром — Сюхэй Камимура. В рамках тура по всей стране показ мюзикла проходил в апреле в Большом зале KOBELCO Центра исполнительских искусств Хёго в Нисиномии, префектура Хиого и в мае в театре «Хаката-дза» в Фукуоке, префектура Фукуока. 14 декабря 2022 года был объявлен актёрский состав на роль Ани Форджер; её по очереди играли четыре актрисы: Риса Масуда, Аой Икэмура, Михару Идзава и Михару Фукути.
21 декабря 2024 года состоялся анонс нового мюзикла, постановка которого будет проходить с сентября по декабрь 2025 года на сцене различных театров и концертных залов в Кавагоэ, Токио, Осаке, Фукуоке, Ямагате, Сидзуоке и Нагое. Уин Морисаки и Гэнки Хираката сыграют роль Лойда Форджера, а Фука Юдзуки и Сора Кадзуки — роль Йор Форджер. На роль Ани Форджер посредством прослушивания были выбраны четыре актрисы: Лана Идзутани, Мирэй Цукино, Мио Нисияма и Нонока Мураката.

### Прочее
C 17 февраля по 2 июля 2023 года в тематическом парке Universal Studios Japan открыт аттракцион под названием Spy × Family Secret Mission (яп. SPY×FAMILY シークレット・ミッション Spy × Family си:курэтто миссён, «Семья шпиона: Секретная миссия»), созданном по мотивам мира манги. Посетителям отведена роль нового агента из шпионского агентства мира манги, который для получения вознаграждения должен разгадывать секретные шифры.
14 сентября 2023 года на мероприятии Nintendo Direct состоялся анонс видеоигры Spy x Anya: Operation Memories, которая будет выпущена в Японии 21 декабря 2023 года на игровой консоли Nintendo Switch, а в 2024 году — на PlayStation 4 и PlayStation 5.

## Приём

### Рейтинги
В декабре 2019 года журнал Brutus включил мангу в список «Самая опасная манга», в который вошли произведения с самыми «вдохновляющими» и наводящими на размышления темами. Позже в этом же месяце сайт Polygon включил мангу в список лучших комиксов 2019 года. В ежегодном справочнике Kono Manga ga Sugoi! издательства Takarajimasha манга заняла первое место в списке лучшей манги 2020 года для читателей-мужчин. В феврале 2020 года манга возглавила рейтинг «Комиксы 2020 года, рекомендованные сотрудниками национальных книжных магазинов» интернет-магазина Honya Club. В декабре 2020 года журнал Da Vinci издательства Media Factory в выпуске за январь 2021 года поставил мангу на третье место в рейтинге «Книга года». В этом же рейтинге за январь 2022 года манга заняла одиннадцатое место, в выпуске за январь 2023 года — первое, за январь 2024 года — девятнадцатое, а за январь 2025 года — седьмое. В ежегодном опросе «Самая желанная аниме-адаптация манги» выставки AnimeJapan манга в 2020 и 2021 годах занимала пятое и шестое места соответственно.

### Продажи
Общий тираж манги после выпуска второго тома превысил 1 миллион проданных копий, включая цифровые и физические продажи. Это число превысило 2 миллиона копий после выпуска третьего тома и 3 миллиона после выпуска четвёртого тома. По данным Oricon, третий и четвёртый тома манги вошли в число 30 самых продаваемых манг 2020 года. Начальный тираж шестого тома составил более 1 миллиона копий; впервые для манги, публикующийся в сервисе Shonen Jump+. К декабрю 2020 года было продано более 8 миллионов цифровых и физических копий манги. В мае 2021 года тираж достиг 10 миллионов копий. По состоянию на июнь 2021 года тираж манги превысил 11 миллионов копий. За первую неделю продаж шестой том стал вторым подряд томом серии, дебютировавшим под номером один в еженедельном списке самых продаваемой манги Oricon с 537 558 проданных копий. По состоянию на ноябрь 2021 года общий тираж манги составил более 12,5 миллионов копий. Шестой том также стал 27-м самым продаваемым томом манги 2021 года. К концу марта 2022 года общий тираж манги превысил 15 миллионов проданных копий. Спустя два месяца общий тираж манги составил более 21 миллион проданных копий. К концу августа 2022 года общий тираж манги достиг 25 миллионов проданных копий.
В марте 2023 года редактор Сихэй Лин сообщил, что общий тираж манги составил более 30 миллионов проданных копий.
По данным Oricon за 2022 год, «Семья шпиона» стала третьей самой продаваемой серией манги в Японии. Согласно данным ежегодного чарта Oricon за 2023 год, одиннадцатый и двенадцатый тома манги вошли в десятку самых продаваемых томов манги в Японии.

### Критика
В положительном обзоре на первые одиннадцать глав Антонио Мирелес из The Fandom Post резюмировал «Семью шпиона» как отличную комедию о неблагополучной семье, попадающей в невероятные ситуации, которые из-за их уникальных личностей никогда не срабатывают так, как планировались. Мирелес описал Лойда как прямолинейного человека, Йор как «глупого персонажа» и Аню как очаровательного ребёнка, «в которого влюбляются читатели», как идеальный рецепт для комедии. Однако он считает, что юмор, исходящий от того, что Йор выступает в качестве глупого персонажа, был использован не в полной мере. Ханна Коллинз из Comic Book Resources назвала первый том одним из лучших выпусков манги 2020 года. Коллинз высоко оценила иллюстрации Эндо; написав, что «комедийный боевик — немалый подвиг даже в анимационном или живом исполнении. Чтобы так хорошо воплотить его в неподвижных изображениях, требуется настоящий художественный талант». Обозреватель назвала диапазон мимики секретным оружием художника, которое он использует, чтобы завоевать сердца и умы читателей; особенно мимика Ани, которая, по словам Коллинз, «крадёт каждую страницу, на которой она появляется».
Моргана Сантилли из Comics Beat отметила, что первый том «Семьи шпиона» отлично справляется с балансом развлекательного шпионского боевика и трогательных семейных моментов. Она назвала иллюстрации Эндо «чистыми и привлекательными», делающими его пародию на послевоенный Берлин легко узнаваемой. Сантилли сравнила мангу с From Eroica with Love, ещё одной мангой, посвящённой теме Холодной войны. В обзоре для Polygon Джулия Ли отметила, что Эндо исходит из условий, из которых можно сделать «типичную банальную мангу-боевик», и использует их для создания одной из самых забавных серий на данный момент. Как и другие обозреватели, Ли похвалила иллюстрации Эндо, написав, что он умеет создавать боевые сцены, а также «выразительные кадры, которые действительно показывают, что чувствуют персонажи».
Ребекка Сильверман с сайта Anime News Network в обзоре на первый том манги положительно высказалась о мире манги и юморе, но отнесла к недостаткам «иногда слишком загруженные» иллюстрации и посчитала Йор недостаточно проработанным персонажем.

### Награды и номинации

#### Манга
| Год  | Награда                               | Результат  | Категория                                                 | Прим.           |
| ---- | ------------------------------------- | ---------- | --------------------------------------------------------- | --------------- |
| 2019 | Next Manga Award                      | Победа     | Лучшая веб-манга                                          | [ 110 ]         |
| 2020 | Культурная премия имени Осаму Тэдзуки | Номинация  | Культурная премия                                         | [ 111 ]         |
| 2020 | Манга тайсё                           | 2-е место  | Лучшая манга                                              | [ 112 ] [ 113 ] |
| 2020 | Премия манги Коданся                  | Номинация  | Лучшая сёнэн-манга                                        | [ 114 ]         |
| 2020 | Tsutaya Comic Award                   | Победа     | Гран-при                                                  | [ 115 ]         |
| 2021 | Манга тайсё                           | 10-е место | Лучшая манга                                              | [ 116 ] [ 117 ] |
| 2021 | Премия Айснера                        | Номинация  | Лучшее американское издание иностранного материала — Азия | [ 118 ]         |
| 2021 | Премия Харви                          | Номинация  | Лучшая манга                                              | [ 119 ] [ 120 ] |
| 2022 | Премия Айснера                        | Номинация  | Лучшее американское издание иностранного материала — Азия | [ 121 ]         |
| 2022 | Премия Харви                          | Номинация  | Лучшая манга                                              | [ 122 ]         |
| 2022 | Премия Babelio                        | Победа     | Лучшая манга                                              | [ 123 ]         |
| 2022 | Japan Expo Awards                     | Победа     | «Золотая Дарума» за лучшую мангу                          | [ 124 ]         |
| 2023 | Культурная премия имени Осаму Тэдзуки | Номинация  | Культурная премия                                         | [ 125 ]         |
| 2023 | Премия Харви                          | Номинация  | Лучшая манга                                              | [ 126 ]         |
| 2023 | Japan Cartoonists Association Award   | Победа     | Гран-при                                                  | [ 127 ]         |

#### Аниме
| Год  | Награда                    | Результат | Категория                                              | Номинант                                  | Прим.   |
| ---- | -------------------------- | --------- | ------------------------------------------------------ | ----------------------------------------- | ------- |
| 2022 | Newtype Anime Awards       | 5-е место | Лучшая музыкальная тема                                | «Mixed Nuts» от Official Hige Dandism     | [ 128 ] |
| 2022 | Newtype Anime Awards       | 2-е место | Лучший дизайн персонажей                               | Кадзуаки Симада                           | [ 128 ] |
| 2022 | Newtype Anime Awards       | 4-е место | Лучший женский персонаж                                | Аня Форджер                               | [ 128 ] |
| 2022 | Newtype Anime Awards       | 6-е место | Лучший женский персонаж                                | Йор Форджер                               | [ 128 ] |
| 2022 | Newtype Anime Awards       | 3-е место | Лучший мужской персонаж                                | Лойд Форджер                              | [ 128 ] |
| 2022 | Newtype Anime Awards       | Победа    | Лучший персонаж-талисман                               | Аня Форджер                               | [ 128 ] |
| 2022 | Newtype Anime Awards       | 5-е место | Лучший режиссёр                                        | Кадзухиро Фурухаси                        | [ 128 ] |
| 2022 | Newtype Anime Awards       | 3-е место | Лучший саундтрек                                       | (K)now Name                               | [ 128 ] |
| 2022 | Newtype Anime Awards       | 3-е место | Лучший сценарий                                        | «Семья шпиона»                            | [ 128 ] |
| 2022 | Newtype Anime Awards       | 2-е место | Лучший телесериал                                      | «Семья шпиона»                            | [ 128 ] |
| 2023 | Crunchyroll Anime Awards   | Номинация | Аниме года                                             | «Семья шпиона»                            | [ 129 ] |
| 2023 | Crunchyroll Anime Awards   | Номинация | Лучшая анимация                                        | «Семья шпиона»                            | [ 129 ] |
| 2023 | Crunchyroll Anime Awards   | Победа    | Лучшая комедия                                         | «Семья шпиона»                            | [ 129 ] |
| 2023 | Crunchyroll Anime Awards   | Номинация | Лучшая песня в аниме                                   | «Comedy» от Гэна Хосино                   | [ 129 ] |
| 2023 | Crunchyroll Anime Awards   | Номинация | Лучший актёр дубляжа (английский)                      | Натали Ван Систин в роли Ани Форджер      | [ 129 ] |
| 2023 | Crunchyroll Anime Awards   | Номинация | Лучший актёр дубляжа (испанский)                       | Мигель де Леон в роли Лойда Форджера      | [ 129 ] |
| 2023 | Crunchyroll Anime Awards   | Победа    | Лучший актёр дубляжа (португальский)                   | Нина Карвалью в роли Ани Форджер          | [ 129 ] |
| 2023 | Crunchyroll Anime Awards   | Номинация | Лучший главный персонаж                                | Лойд Форджер                              | [ 129 ] |
| 2023 | Crunchyroll Anime Awards   | Номинация | Лучший дизайн персонажей                               | «Семья шпиона»                            | [ 129 ] |
| 2023 | Crunchyroll Anime Awards   | Победа    | Лучший новый сериал                                    | «Семья шпиона»                            | [ 129 ] |
| 2023 | Crunchyroll Anime Awards   | Номинация | Лучший опенинг                                         | «Mixed Nuts» от Official Hige Dandism     | [ 129 ] |
| 2023 | Crunchyroll Anime Awards   | Победа    | Лучший персонаж второго плана                          | Аня Форджер                               | [ 129 ] |
| 2023 | Crunchyroll Anime Awards   | Номинация | Лучший персонаж второго плана                          | Йор Форджер                               | [ 129 ] |
| 2023 | Crunchyroll Anime Awards   | Номинация | Лучший режиссёр                                        | Кадзухиро Фурухаси                        | [ 129 ] |
| 2023 | Crunchyroll Anime Awards   | Номинация | Лучший саундтрек                                       | «Семья шпиона»                            | [ 129 ] |
| 2023 | Crunchyroll Anime Awards   | Номинация | Лучший сэйю                                            | Ацуми Танэдзаки в роли Ани Форджер        | [ 129 ] |
| 2023 | Crunchyroll Anime Awards   | Номинация | Лучший экшен                                           | «Семья шпиона»                            | [ 129 ] |
| 2023 | Crunchyroll Anime Awards   | Победа    | Лучший эндинг                                          | «Comedy» от Гэна Хосино                   | [ 129 ] |
| 2023 | Crunchyroll Anime Awards   | Победа    | Персонаж категории «Нужно защищать любой ценой»        | Аня Форджер                               | [ 129 ] |
| 2023 | Japan Expo Awards          | Победа    | Премия «Дарума» за лучшее аниме в жанре повседневность | «Семья шпиона»                            | [ 130 ] |
| 2023 | Newtype Anime Awards       | 9-е место | Лучшая музыкальная тема                                | «Souvenir» от BUMP OF CHICKEN             | [ 131 ] |
| 2023 | Newtype Anime Awards       | 5-е место | Лучший дизайн персонажей                               | Кадзуаки Симада                           | [ 131 ] |
| 2023 | Newtype Anime Awards       | 8-е место | Лучший женский персонаж                                | Йор Форджер                               | [ 131 ] |
| 2023 | Newtype Anime Awards       | 2-е место | Лучший мужской персонаж                                | Лойд Форджер                              | [ 131 ] |
| 2023 | Newtype Anime Awards       | 4-е место | Лучший персонаж-талисман                               | Аня Форджер                               | [ 131 ] |
| 2023 | Reddit Anime Awards        | Номинация | Аниме года                                             | «Семья шпиона»                            | [ 132 ] |
| 2023 | Tokyo Anime Award Festival | Победа    | Анимация года (телевидение)                            | «Семья шпиона»                            | [ 133 ] |
| 2024 | Crunchyroll Anime Awards   | Победа    | Лучшая комедия                                         | «Семья шпиона» (2-я часть 1-го сезона)    | [ 134 ] |
| 2024 | Crunchyroll Anime Awards   | Номинация | Лучший актёр дубляжа (арабский)                        | Хиба Снобар в роли Ани Форджер            | [ 134 ] |
| 2024 | Crunchyroll Anime Awards   | Номинация | Лучший актёр дубляжа (кастильский)                     | Махо Монтесинос Гусман в роли Ани Форджер | [ 134 ] |
| 2024 | Crunchyroll Anime Awards   | Номинация | Лучший онгоинг                                         | «Семья шпиона» (2-я часть 1-го сезона)    | [ 134 ] |
| 2024 | Crunchyroll Anime Awards   | Номинация | Лучший сэйю                                            | Ацуми Танэдзаки в роли Ани Форджер        | [ 134 ] |
| 2024 | Crunchyroll Anime Awards   | Номинация | Лучший эндинг                                          | «Color» от Ямы                            | [ 134 ] |
| 2024 | Crunchyroll Anime Awards   | Победа    | Персонаж категории «Нужно защищать любой ценой»        | Аня Форджер                               | [ 134 ] |
| 2024 | Reddit Anime Awards        | Победа    | Лучшая комедия (выбор зрителей)                        | «Семья шпиона» (2-й сезон)                | [ 135 ] |
| 2025 | Сатурн                     | Номинация | Лучший анимационный фильм                              | «Семья шпиона: Код „белый“»               | [ 136 ] |
| 2025 | Crunchyroll Anime Awards   | Номинация | Лучшая комедия                                         | «Семья шпиона» (2-й сезон)                | [ 137 ] |
| 2025 | Crunchyroll Anime Awards   | Номинация | Лучший актёр дубляжа (арабский)                        | Басил Альрефаи в роли Лойда Форджера      | [ 137 ] |
| 2025 | Crunchyroll Anime Awards   | Победа    | Лучший актёр дубляжа (арабский)                        | Хиба Снобар в роли Ани Форджер            | [ 137 ] |
| 2025 | Crunchyroll Anime Awards   | Номинация | Лучший онгоинг                                         | «Семья шпиона» (2-й сезон)                | [ 137 ] |
| 2025 | Crunchyroll Anime Awards   | Победа    | Персонаж категории «Нужно защищать любой ценой»        | Аня Форджер                               | [ 137 ] |
| 2025 | Crunchyroll Anime Awards   | Номинация | Фильм года                                             | «Семья шпиона: Код „белый“»               | [ 137 ] |
| 2025 | Japan Expo Awards          | Номинация | Премия «Дарума» за лучший полнометражный фильм         | «Семья шпиона: Код „белый“»               | [ 138 ] |